# Brighton (condado de Monroe, Nueva York)
Brighton es un pueblo ubicado en el condado de Monroe en el estado estadounidense de Nueva York. En el año 2000 tenía una población de 35,588 habitantes y una densidad poblacional de 881 personas por km².

## Geografía
Brighton se encuentra ubicado en las coordenadas 43°07′24″N 77°34′05″O / 43.12333, -77.56806.

## Demografía
Según la Oficina del Censo en 2000 los ingresos medios por hogar en la localidad eran de $52,066, y los ingresos medios por familia eran $70,436. Los hombres tenían unos ingresos medios de $46,292 frente a los $35,171 para las mujeres. La renta per cápita para la localidad era de $32,642. Alrededor del 3% de la población estaban por debajo del umbral de pobreza.